# Браво, Дуглас
Ду́глас Игна́сио Бра́во Мо́ра (исп. Douglas Ignacio Bravo Mora, 11 марта 1932 — 31 января 2021) — венесуэльский левый политический деятель, руководитель партизанских действий против правительства.

## Биография
Родился 11 марта 1932 года в Кабуре, штат Фалькон. В 1946 году вступил в Коммунистическую партию Венесуэлы, но в 1965 году был исключён за фракционную деятельность (Дуглас Браво придерживался радикальной антиимпериалистической позиции и критиковал с этой точки зрения СССР). Год спустя организовал Партию венесуэльской революции и её вооружённое крыло — Вооружённые силы национального освобождения, действовавшее совместно с Левым революционным движением.
В свои партизанские отряды Дуглас Браво рекрутировал в том числе и офицеров вооружённых сил Венесуэлы. Среди таковых был Уго Чавес, будущий президент страны, с которым Браво впервые встретился в 1980 году.
Дуглас Браво участвовал в попытке государственного переворота в 1992 году, был арестован, но помилован на следующий год.
Во время президентства Чавеса Браво возглавлял Движение третьего пути, критиковавшее администрацию с левых позиций, в частности, за зависимость от транснациональных энергетических корпораций.
Беседы с Браво легли в основу вышедшей в 2018 году книги Орландо Авенданьо Días de sumisión, посвященной влиянию на Венесуэлы руководства Кубы.
Умер на 89 году жизни 31 января 2021 года от коронавирусной инфекции во время эпидемии COVID-19 в Венесуэле, в столице штата Фалькон, городе Коро.